# Potes
Potes é um município da Espanha na comarca de Liébana, da qual é capita,  província e comunidade autónoma da Cantábria. Tem 7,6 km² de área e em 2021 tinha 1 322 habitantes (densidade: 173,9 hab./km²).

## Demografia
| Variação demográfica do município entre 1991 e 2004 [carece de fontes?] | Variação demográfica do município entre 1991 e 2004 [carece de fontes?] | Variação demográfica do município entre 1991 e 2004 [carece de fontes?] | Variação demográfica do município entre 1991 e 2004 [carece de fontes?] |
| ----------------------------------------------------------------------- | ----------------------------------------------------------------------- | ----------------------------------------------------------------------- | ----------------------------------------------------------------------- |
| 1991                                                                    | 1996                                                                    | 2001                                                                    | 2004                                                                    |
| 1508                                                                    | 1622                                                                    | 1557                                                                    | 1588                                                                    |